# Rudolf Żebrok
Rudolf Żebrok (ur. 18 października 1915 w Karwinie, zm. 18 stycznia 1984 tamże) – polski artysta malarz działający na czeskim Śląsku Cieszyńskim.

## Życiorys
Był drugim najmłodszym z dziewięciorga rodzeństwa, synem Józefa i Marii (z domu Hilova). Ojciec był górnikiem na kopalni Hohenegger w Karwinie, matka zajmowała się domem i wychowaniem dzieci. Matka osierociła dzieci, kiedy Rudolf miał 9 lat. Chłopiec wyrastał w typowym środowisku górniczym w Rajkowej Kolonii w Karwinie. Po ukończeniu szkoły podstawowej w roku 1934 uzyskał świadectwo czeladnicze jako piekarz. W tym zawodzie pracował aż do  końca II wojny światowej. Nie zapominał jednak o swych zdolnościach malarskich. W latach 1934–1938 odbył służbę wojskową w Zwoleniu. W roku 1939 ożenił się z Emilią Maliřową, z którą miał trzech synów i jedną córkę. Po wojnie zrezygnował z pracy w piekarni i całkowicie poświęcił się twórczości artystycznej.

## Twórczość
Malować zaczął jako samouk. W roku 1947 został członkiem Związku Artystów w Ostrawie i zaprzyjaźnił się z malarzem akademickim Franciszkiem Świdrem. Swymi realistycznymi obrazami, wykonanymi przede wszystkim techniką gwaszu i akwarelami, Żebrok wzbudził zainteresowanie w środowisku malarskim. Uprawiał także rysunek, olej i temperę. Żebrok jak nikt potrafił wydobyć piękno przemysłowego regionu. Cykl prac poświęconych kopalniom wykonał techniką litograficzną – są to m.in. "Kopalnia „Gabriela”, „Barbara”, „Franciszek”, „ACS” i „Gabriela” – szkic ołówkiem. Za namową swego przyjaciela Józefa Ondrusza dużo czasu poświęcił malowaniu beskidzkich pejzaży, typowych chat góralskich. Portretował także mieszkańców regionu. Jest twórcą cykli: „Z teki starej architektury cieszyńskiej” i „Z teki krajobrazu Śląska Cieszyńskiego”. Rudolf Żebrok był zafascynowany ludzką twarzą. Był wspaniałym portrecistą – w latach 1952–1958 stworzył galerię 65 portretów cieszyńskich gawędziarzy i śpiewaków ludowych.
Z Franciszkiem Świdrem współpracował przy wykonaniu większych prac. Jedną z nich był odsłonięty w 1953 roku nieistniejący już fresk na ścianie sali w hotelu Piast w Czeskim Cieszynie, nazwany „Brygada kulturalna” (22 m²), przedstawiający taniec beskidzkich górali. Wspólnie portretowali górali beskidzkich, wędrując z notatnikiem po górach oraz zajmowali się malarstwem sakralnym. Odrestaurowali wnętrza kościołów w Skrzeczoniu, Marklowicach i Łąkach. Był długoletnim ilustratorem w miesięczniku „Zwrot” (1949–1959), rysował także ilustracje do kalendarzy. Na łamach „Zwrotu” stworzył pokaźną galerię portretów a również ilustrował rubrykę „Żywe teksty”. Wykonał ilustracje do niezliczonej ilości opowiadań w czasopismach i podręcznikach szkolnych. Zilustrował między innymi książkę Henryka Jasiczka „Gwiazdy nad Beskidem” i Pawła Kubisza "Rapsod o Oszeldzie". Znane są również jego obrazy strojów ludowych.
Rudolf Żebrok oficjalnie nie miał wykształcenia akademickiego, pomimo tego jego prace mają wysoką wartość artystyczną. Tworzył  kolorowe i poetyckie kompozycje, wyważone w detalu i całości. Słowo poetyczność najlepiej oddaje mistrzostwo malarstwa Żebroka. Dzięki wrodzonej wnikliwości i zdolności realistycznego widzenia świata łączył przeszłość i współczesność widzianą oczami prostego człowieka z wrażliwością na przyrodę i region. Sławił region karwiński i Beskidy – swoją małą ojczyznę.
Żebrok od początku swej twórczej aktywności brał udział w licznych wystawach regionalnych, państwowych czy zagranicznych. Najważniejsze to:
- wspólna wystawa  SLA PZKO w konsulacie PRL w Ostrawie (1949)
- ogólnopaństwowy przegląd czechosłowackiej sztuki plastycznej w Pradze w latach 1950, 1953
- wystawa obrazów i plastyk morawskich ośrodków regionalnych w Brnie (1955)
- wystawa SLA PZKO w Warszawie (1957)
- jego obraz "Szewc" reprezentował czeską sztukę na  Wystawie  Światowej w  Brukseli (1958)[4]
- wystawa „Polscy artyści na Zaolziu” w Czeskim Cieszynie (1981)
- szereg wystaw w różnych miejscowościach Zaolzia
- jego obrazy znajdowały się j także w kolekcji wystawy „Polscy artyści na Zaolziu 1945–1995”,  którą w roku 1995  prezentowano w Bielsku-Białej, Krakowie a także Pradze, Ostrawie, Bratysławie i Wiedniu.

Rudolf Żebrok był wielokrotnie nagradzany, jego prace znajdują się w wielu galeriach i kolekcjach prywatnych – w San Francisco, Galerii Narodowej w Pradze, Galerii Sztuki w Ostrawie.
Zmarł w 18 stycznia 1984 roku w Karwinie.

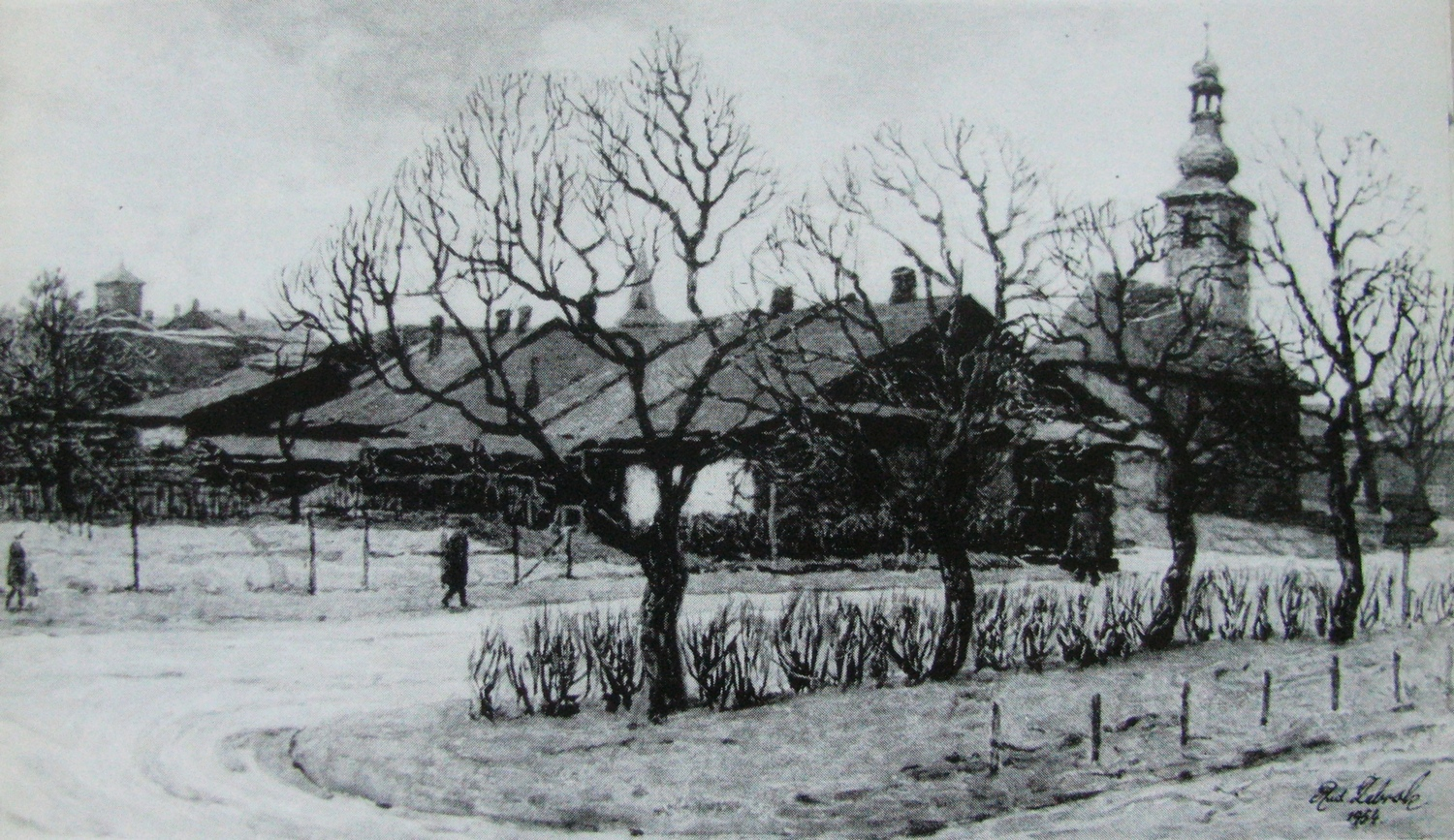
Frysztacki kościół św.Marka

## Literatura
- Golec J., Bojda S., Słownik biograficzny Ziemi Cieszyńskiej, t. 3, Cieszyn 1998, s. 276
- Leksykon Polaków w Republice Czeskiej i Republice Słowackiej. T. 2 / red. nauk. Zenon Jasiński, Bogdan Cimała. – Opole, 2013, s. 485-487
- Purzycka I., Polscy artyści na Zaolziu 1945–1995, Bielsko-Biała 1995, s.78
- ; Holý P., Malíř Rudolf Žebrok, Petrovice u Karviné 2002, PRO, obecně prospěšná společnost
- Radłowska-Obrusník M.,Toboła O., Leksykon PZKO, Czeski Cieszyn 1997, s. 282